# Ana Bereciartúa
Sabina Ana María Bereciartúa Arriaran, coneguda com a Ana Bereciartúa (Pasaia, 28 de juny de 1936-20 de novembre de 2023), va ser una política nacionalista basca.
Va ser una de les primeres dones al Parlament Basc a principis de la dècada de 1980.

## Biografia
Va néixer dies abans que esclatés la guerra civil espanyola, a la vila de Pasaia. Era filla del pilotari José Cruz Bereciartúa Jauregui, conegut com Takolo i de Gabriela Arriaran Etxaburu. Era la més petita de tres germans.
Va treballar d'assistent social i en el perit mercantil, i també va treballar com a formadora per a adults.

## Trajectòria política

### Partit Nacionalista Basc
A la primera etapa de la transició espanyola es va afiliar al Partit Nacionalista Basc (PNB). Va ser membre de la primera gestora municipal de l'ajuntament de Donosti durant aquest període.
El març de 1980 es van celebrar les primeres eleccions autonòmiques basques. Bereciartúa va ser una de les quatre dones que van ser elegides diputades en aquella primera cambra autonòmica basca. Totes elles eren militants del PNB, que malgrat tractar-se d'un partit de tradició conservadora va ser l'única formació que va comptar amb dones diputades a l'inici de la primera legislatura.
A les eleccions autonòmiques de 1984 va ocupar l'onzè lloc en la candidatura del PNB per Guipúscoa i va tornar a ser votada com a diputada.
Durant aquesta segona legislatura, es va produir una crisi interna dins del PNB que va acabar forçant la dimissió de Carlos Garaikoetxea el març de 1985 i la seva substitució com lehendakari per José Antonio Ardanza. La crisi interna del PNB no es va reconduir sinó que va acabar finalment amb l'abandó del partit per part del sector crític del partit liderat per Garaikoetxea. Durant aquesta crisi interna Bereciartúa es va mantenir del costat del Garaikoetxea i va acabar passant al Grup Mixt a la fi de 1986 després d'abandonar el PNB.

### Eusko Alkartasuna
Després de la seva sortida del PNB, va participar en la fundació de Eusko Alkartasuna (EA). En les eleccions autonòmiques de 1986 Bereciartúa era en el vuitè lloc de la candidatura del partit per Guipúscoa. Malgrat aconseguir sis escons, tant el líder, Carlos Garaikoetxea, com Gotzon Olarte van dimitir, cosa que va permetre que Bereciartúa tornes a exercir de diputada. Va romandre en el càrrec per un període de gairebé catorze mesos al final de la tercera legislatura.
El 2005 va ser nomenada per les Juntes Generals de Guipúscoa com a membre del Consell Social de la Universitat del País Basc i va ocupar aquest càrrec durant quatre anys. Va renovar la posició al càrrec, fins que se'n va retirar el 2011.
A les eleccions municipals de 2007 va ser novena a la llista d'EA per Sant Sebastià; la formació, però, només va aconseguir dos escons.

### Hamaikabat
El 2009, juntament amb el sector majoritari d'EA a Guipúscoa, va trencar amb el partit i va passar a formar part d'Hamaikabat. La ruptura es va deure principalment a l'estratègia política defensada per la direcció d'EA, que advocava per allunyar-se de pactes amb el PNB i formar un pol sobiranista juntament amb l'esquerra abertzale.
A les eleccions municipals d'Espanya de 2011 es va presentar a la candidatura d'Hamaikabat a l'ajuntament de Sant Sebastià, ocupant un lloc simbòlic en els últims llocs de la llista. En aquesta mateixa cita electoral també va ocupar un lloc simbòlic en la candidatura d'Hamaikabat a les Juntes Generals de Guipúscoa pel districte de Donostialdea. El fracàs electoral de Hamaikabat en aquestes eleccions, en les quals a penes va obtenir dotze regidors en tota Guipúscoa, va propiciar la dissolució del partit el 30 de juliol de 2011.
A les eleccions al Parlament Basc de 2012, igual que molts altres exmilitantes de Haimakabat, va expressar públicament el seu suport per la candidatura d'Iñigo Urkullu (PNB).